# Intel Pentium Extreme Edition
Intel Pentium Extreme Edition (вимовляється: Пентіум Екстрім Едішн) - торгова марка процесорів, які Intel почала випускати з 23 листопада 2003 року. Процесори призначені, в основному, для ентузіастів, а також для конкуренції з процесорами AMD Athlon 64 FX. Процесори є найстаршими (і найдорожчими) у своєму сімействі. Часто назва процесора скорочують і пишуть як Pentium EE або Pentium XE.

## Gallatin
Процесори побудовані на серверному ядрі Gallatin (на ньому випускалися процесори Pentium 4 Xeon), яке, у свою чергу, побудовано на ядрі Northwood. Процесори на ядрі Gallatin випускалися на частотах 3,2 і 3,4 ГГц для платформи Socket 478 і на частотах 3,4 і 3,46 для платформи LGA775, причому в останнього частота FSB становить 266 МГц (ефективна частота 1066 МГц). Причому, як і в серверній версії, у цього процесора існує також кеш-пам'ять третього рівня (L3), обсяг якої становить 2 Мбайта. В результаті, у свій час, цей процесор вважався найшвидшим, поки не був замінений моделлю, заснованої на ядрі Prescott 2M.

## Prescott 2M
На даному ядрі 21 лютого 2005 був випущений процесор з частотою 3,73 ГГц і частотою FSB, рівною 1066 МГц. Цей процесор в 2005 році вважався, причому не даремно, найшвидшим процесором, що випускається Intel. По-перше, це викликано роботою на високій частоті (3733 МГц), по-друге, наявністю 1066 МГц системної шини, пропускна здатність якої становить 8533 Мбайт / с, ну і звичайно свою роль зіграв кеш L2 об'ємом 2 Мбайт.

## Smithfield
Черговий «екстремальний» процесор вийшов 18 квітня 2005 і був побудований на двох ядрах Prescott. І, природно, мав усі недоліки цієї архітектури. На відміну від своїх «неекстремальних» модифікацій, цей процесор володів підтримкою технології Hyper-Threading, в результаті система «бачила» відразу 4 процесора. Варто відзначити, що по продуктивності цей процесор був помітно слабшим свого попередника і при цьому більше перегрівався.
Назва процесора «втратило» цифру 4 і тепер називається Pentium XE.

## Presler
Наступний процесор екстремальної версії вийшов 1 січня 2006 і заснований на двоядерному ядрі Presler. Процесор має частоту 3,47 ГГц, системну шину 1066 МГц і підтримку технології Hyper-Threading. З огляду на те, що новий процесор побудований з використанням 65 нм технології, він непогано розганяється (до 4,2 ГГц) при повітряному охолодженні, чим, можливо, зацікавить оверклокерів.

## Технічні характеристики різних ядер

### Дані, що відносяться до всіх моделей
- Розрядність зовнішньої шини: 36 біт для адреси, 64 біт для даних

## Gallatin
- Дата анонсу першої моделі: 3 листопада 2003
- Розрядність регістрів загального призначення: 32 біт
- Тактові частоти (ГГц): 3,2; 3,4; 3,46
- Ефективна частота системної шини (FSB) (МГц): 800, 1066
- Розмір кешу L1: 8 Кбайт (для даних) 12000 операцій
- Розмір кешу L2: 512 Кбайт
- Розмір кешу L3: 2048 Кбайт
- Номінальна напруга живлення: 1,575 В або 1,6 В
- Кількість транзисторів (млн.): 169
- Площа кристала (кв. мм): 237
- Максимальний TDP: 110,7 Вт
- Техпроцес (нм): 130
- Роз'єм: Socket 478, пізніше LGA775
- Корпус: 478-контактний mPGA, пізніше 775-контактний FC-LGA4
- Підтримувані технології: IA-32, MMX, SSE, SSE2, HT

## Prescott 2M
- Дата анонсу першої моделі: 21 лютого 2005
- Розрядність регістрів загального призначення: 64 біт
- Тактові частоти (ГГц): 3,73
- Ефективна частота системної шини (FSB) (МГц): 1066
- Розмір кешу L1: 16 Кбайт (для даних) 12000 операцій
- Розмір кешу L2: 2048 Кбайт
- Номінальна напруга живлення: 1,4 В
- Кількість транзисторів (млн.): 169
- Площа кристала (кв. мм): 135
- Максимальний TDP: 115 Вт
- Техпроцес (нм): 90
- Роз'єм: LGA775
- Корпус: 775-контактний FC-LGA4
- Підтримувані технології: IA-32, MMX, SSE, SSE2, HT, SSE3, EDB, EM64T

## Smithfield
- Дата анонсу першої моделі: 18 квітня 2005
- Розрядність регістрів загального призначення: 64 біт
- Випущені моделі: 840 (3,2 ГГц)
- Ефективна частота системної шини (FSB) (МГц): 800
- Розмір кешу L1 (для кожного ядра): 16 Кбайт (для даних) + 12 тисяч операцій
- Розмір кешу L2 (для кожного ядра): 1024 Кбайт
- Номінальна напруга живлення: 1,4 В
- Кількість транзисторів (млн.): 230
- Площа кристала (кв. мм): 206
- Максимальний TDP: 130 Вт
- Техпроцес (нм): 90
- Роз'єм: LGA775
- Корпус: 775-контактний FC-LGA4
- Підтримувані технології: IA-32, MMX, SSE, SSE2, HT, SSE3, EDB, EM64T

## Presler
- Дата анонсу першої моделі: 1 січня 2006
- Розрядність регістрів загального призначення: 64 біт
- Випущені моделі: 955 (3,466 ГГц), 965 (3,733 ГГц)
- Ефективна частота системної шини (FSB) (МГц): 1066
- Розмір кешу L1 (для кожного ядра): 16 Кбайт (для даних) + 12 тисяч операцій
- Розмір кешу L2 (для кожного ядра): 2048 Кбайт
- Номінальна напруга живлення: 1,4 В
- Кількість транзисторів (млн.): 376
- Площа кристала (кв. мм): 146
- Максимальний TDP: 130 Вт
- Техпроцес (нм): 65
- Роз'єм: LGA775
- Корпус: 775-контактний FC-LGA4
- Підтримувані технології: IA-32, MMX, SSE, SSE2, HT, SSE3, EDB, EM64T, VT